# Малый Грушинский фестиваль
Малый Грушинский фестиваль — фестиваль авторской бардовой песни, который проходит на центральной площади станицы Боковской Боковского района Ростовской области. Участие в фестивале принимают люди из разных уголков России.

## История
В 2015 году фестиваль проходил 3 и 4 июля. 3 июля мероприятие проходило на территории станицы Боковской, 4 июля на фестивальной поляне «Грушина» станицы Каргинской.
1 июля 2016 года состоялось открытие XI Малого Грушинского фестиваля, на который собрались участники из разных областей. Во время праздничного мероприятия выступали стантрайдеры и фольклорный ансамбль, а участники демонстрировали авторские произведения и стихи бардовской песни. Празднование продолжилось 2 июля. В этот день состоялись мастер-классы по изобразительному искусству, которые проводились на центральной площади станицы Каргинской. Вечером состоялся гала-концерт, торжественное награждение участников и победителей фестиваля.
Гран-При фестиваля в 2016 году получила Ольга Кушнирук из Ростова-на-Дону. Среди лауреатов, жители Каменск-Шахтинского, Ростова-на-Дону, Белой Калитвы, Аксая, Камышина, Волгограда, хутора Белавина, станицы Боковской, Верхнемакеевки. Фестиваль планируют проводить в 2017 году.